# Międzynarodowe reakcje na katastrofę polskiego Tu-154 w Smoleńsku

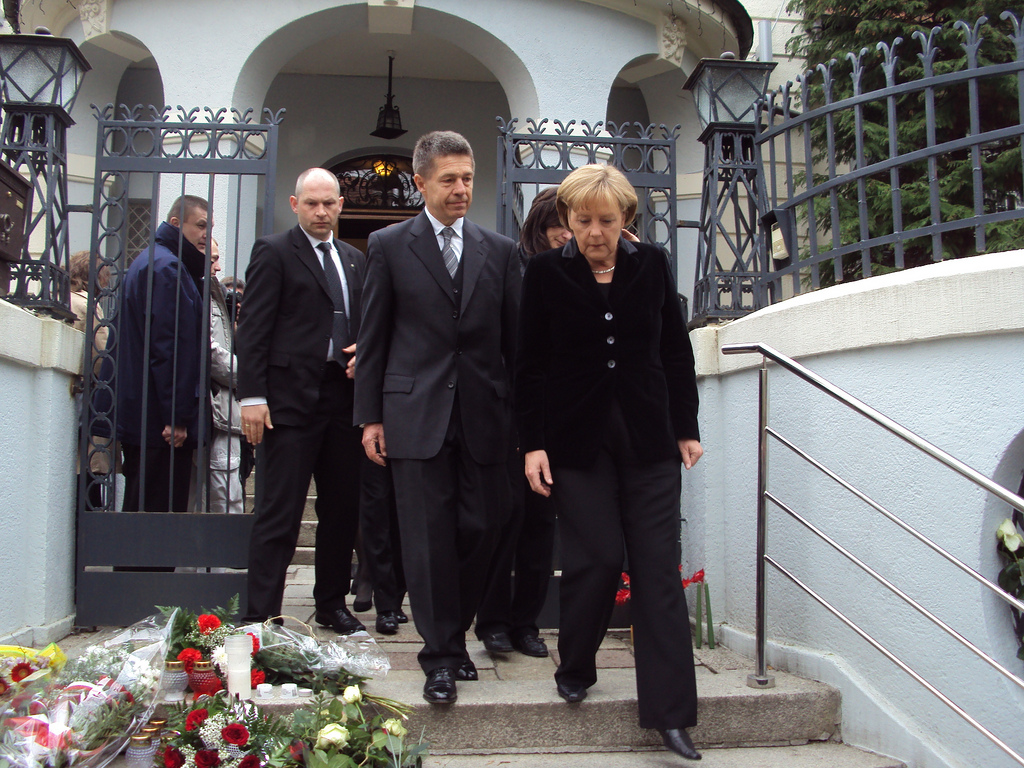
Angela Merkel po złożeniu wpisu w księdze kondolencyjnej w polskiej ambasadzie

Poniższy artykuł opisuje międzynarodowe reakcje na katastrofę polskiego Tu-154 w Smoleńsku. Reakcje w Polsce omówiono w artykule reakcje w Polsce na katastrofę polskiego Tu-154 w Smoleńsku, a reakcje w Rosji w artykule reakcje w Rosji na katastrofę polskiego Tu-154 w Smoleńsku. Lista krajów, które ogłosiły żałoby narodowe po katastrofie, znajduje się w haśle żałoby narodowe po katastrofie polskiego Tu-154 w Smoleńsku.

## Państwa uznane przez ONZ
| Państwo                    | Reakcja |
| -------------------------- | --- |
| Afganistan                 | Prezydent Hamid Karzaj złożył kondolencje narodowi polskiemu, rodzinom ofiar i polskim żołnierzom stacjonującym w Afganistanie. |
| Albania                    | Prezydent Bamir Topi wyraził głęboki smutek z powodu śmierci prezydenta Kaczyńskiego. Albański premier Sali Berisha, przewodnicząca parlamentu Jozefina Topalli i przywódca opozycji, Edi Rama również wysłali swoje kondolencje narodowi polskiemu. |
| Algieria                   | Przewodniczący algierskiego parlamentu Abdelkader Bensalah przekazał za pośrednictwem ambasady polskiej w Algierze kondolencje rządowi polskiemu. |
| Angola                     | Prezydent José Eduardo dos Santos wyraził żal z powodu śmierci prezydenta Kaczyńskiego, jego żony i pozostałych ofiar tragedii. Zapewnił o przyjaźni oraz współpracy łączącej Polskę i Angolę. |
| Argentyna                  | Prezydent Argentyny Cristina Fernández de Kirchner powiedziała: „mieszkańcy Argentyny i ich rodziny łączą się w bólu z wielką nacją Polską”. |
| Armenia                    | Przewodniczący Zgromadzenia Narodowego Armenii Howik Abrahamian przesłał Bronisławowi Komorowskiemu i Bogdanowi Borusewiczowi list kondolencyjny. |
| Australia                  | Rząd Australii przesłał kondolencje polskiemu rządowi i narodowi dotkniętemu tą tragedią. |
| Austria                    | Prezydent Austrii Heinz Fischer złożył wyrazy współczucia rodzinie prezydenta, rodzinom ofiar oraz całemu polskiemu narodowi. |
| Azerbejdżan                | Prezydent İlham Əliyev przekazał na ręce Bronisława Komorowskiego list kondolencyjny, w którym wyraził współczucie rodzinom ofiar i Polakom. |
| Bangladesz                 | Prezydent Zillur Rahman wyraził głębokie zaszokowanie skutkami katastrofy w imieniu swoim, rządu i ludności Bangladeszu. Przekazując kondolencje zaapelował do polskiego narodu, by z odwagą i cierpliwością stawił czoła tragedii. Dodał też informacje o modlitwie za ofiary i wyrazach głębokiego współczucia dla Polaków. |
| Belgia                     | Premier Yves Leterme oraz minister spraw zagranicznych Steven Vanackere przekazali kondolencje dla Polski. |
| Białoruś                   | Prezydent Alaksandr Łukaszenka wyraził współczucie po katastrofie lotniczej w Smoleńsku. Prezydent Białorusi wysłał list kondolencyjny na ręce marszałka Bronisława Komorowskiego. Ponadto zalecił państwowym stacjom telewizyjnym, aby w dniu 18 kwietnia 2010, pomiędzy godziną 12 a 16 w związku z pogrzebem polskiego prezydenta ograniczyły emisję programów rozrywkowych. W dniu pogrzebu prezydenta Kaczyńskiego Aleksander Łukaszenka wraz z synem wzięli udział we mszy św. odprawionej w intencji tragicznie zmarłych w Mińsku. 11 kwietnia 2010 pamięć ofiar katastrofy uczczono w Grodnie, a 13 kwietnia 2010 podczas wspólnej modlitwy w Kuropatach. 13 kwietnia z inicjatywy Towarzystwa Kultury Polskiej Ziemi Lidzkiej (TKPZL) na starym cmentarzu katolickim w Lidzie odsłonięto sześciometrowy Krzyż Katyński oraz wielki głaz z napisem „Katyń 1940”; uczestnicy uroczystości uczcili pamięć ofiar katastrofy w Smoleńsku. W sierpniu 2010 roku władze białoruskie usunęły kamień, uznając go za postawiony nielegalnie, a przewodniczący Towarzystwa Kultury Polskiej Ziemi Lidzkiej zapowiedział przygotowanie petycji o jego zwrot. |
| Boliwia                    | Prezydent Evo Morales w imieniu rządu i narodu boliwijskiego złożył oficjalne kondolencje. W liście do premiera Donalda Tuska zapewnił o solidarności w chwili tragedii. |
| Bośnia i Hercegowina       | Przewodniczący Prezydium Republiki Bośni i Hercegowiny Haris Silajdžić przesłał kondolencje Bronisławowi Komorowskiemu. Premier Republiki Serbskiej Milorad Dodik przesłał kondolencje premierowi Polski. |
| Botswana                   | Prezydent Republiki Botswany, generał Seretse Ian Khama przesłał do Bronisława Komorowskiego list kondolencyjny, w którym w imieniu własnym, rządu i narodu Botswany wyraził głęboki smutek z powodu przedwczesnej śmierci prezydenta Lecha Kaczyńskiego i jego żony oraz innych członków polskiej delegacji w tragicznej katastrofie lotniczej w Smoleńsku. |
| Brazylia                   | Prezydent Brazylii Luiz Inácio Lula da Silva złożył na ręce Bronisława Komorowskiego i Donalda Tuska szczere i braterskie kondolencje dla narodu polskiego w imieniu narodu i rządu brazylijskiego oraz swoim własnym. Minister spraw zagranicznych Celso Amorim wysłał list kondolencyjny do Radosława Sikorskiego, w którym wspomniał o polskich imigrantach w Brazylii, a także wyraził współczucie rodzinom ofiar oraz zapewnił o solidarności narodu brazylijskiego z Polakami. |
| Bułgaria                   | Premier Bułgarii Bojko Borisow przesłał kondolencje premierowi Polski i stwierdził, że jego kraj zapłakał razem z Polską. |
| Chile                      | Minister spraw zagranicznych Chile Alfredo Moreno Charme oraz minister spraw wewnętrznych Rodrigo Hinzpeter Kirberg złożyli w Ambasadzie RP w Santiago na ręce ambasadora Ryszarda Piaseckiego kondolencje dla narodu polskiego w imieniu prezydenta Sebastiána Piñery i rządu oraz dokonali wpisu do księgi kondolencyjnej. |
| Chiny                      | Przewodniczący ChRL Hu Jintao wyraził głębokie ubolewanie oraz przekazał kondolencje rodzinom ofiar i Polakom. Premier Wen Jiabao i szef chińskiego MSZ Yang Jiechi złożyli kondolencje na ręce Donalda Tuska i Radosława Sikorskiego. |
| Chorwacja                  | Prezydent Chorwacji Ivo Josipović wyraził najgłębsze ubolewanie z powodu tragedii. Kondolencje złożyła też Jadranka Kosor premier Chorwacji. |
| Cypr                       | W liście adresowanym do Bronisława Komorowskiego i Donalda Tuska prezydent Cypru Dimitris Christofias wspomniał Lecha Kaczyńskiego jako zasłużonego przywódcę broniącego interesów swojego kraju, zapewnił o łączności w bólu i pamięci. |
| Czarnogóra                 | Prezydent Filip Vujanović złożył kondolencje na ręce marszałka Komorowskiego. Premier Milo Đukanović przekazał wyrazy współczucia Donaldowi Tuskowi. |
| Czechy                     | Prezydent Czech Václav Klaus wyraził wyrazy głębokiego ubolewania i kondolencje Polakom. Stwierdził, że stracił prawdziwego przyjaciela w osobie Lecha Kaczyńskiego oraz że zrobił on dla relacji polsko-czeskich więcej niż inni prezydenci. |
| Dania                      | Premier Danii Lars Løkke Rasmussen przesłał kondolencje dla narodu polskiego. |
| Dominikana                 | Prezydent kraju, Leonel Fernández, ogłosił komunikat, w którym wyraził swój smutek i solidarność z narodem polskim. |
| Egipt                      | Prezydent Arabskiej Republiki Egiptu Muhammad Hosni Mubarak przesłał kondolencje do Kancelarii Prezydenta RP. |
| Ekwador                    | Wiceprezydent Lenin Moreno wyraził swoje kondolencje: W imieniu rządu i państwa Ekwadoru, składam najgłębsze wyrazy współczucia, dla rządu i mieszkańców Polski. |
| Estonia                    | Prezydent Estonii Toomas Hendrik Ilves wysłał do Polski kondolencje po katastrofie. |
| Fidżi                      | Kondolencje Bronisławowi Komorowskiemu przesłał premier Fidżi Frank Bainimarama. |
| Filipiny                   | W oficjalnym oświadczeniu wydanym przez rząd filipiński podkreślono wkład Lecha Kaczyńskiego w tworzenie współczesnej polskiej historii oraz jego patriotyzm, które sprawią, że pozostanie w pamięci ludzi na całym świecie. Zapewniono również o łączności w modlitwie w tym ciężkim dla Polski czasie i wyrażono nadzieję na szybkie podniesienie się po tej politycznej tragedii. |
| Finlandia                  | Premier Finlandii Matti Vanhanen wysłał list kondolencyjny do premiera Donalda Tuska pisząc Składam kondolencje dla pana, dla rodzin ofiar oraz wszystkich ludzi w Polsce głęboko dotkniętych tą tragedią. |
| Francja                    | Prezydent Francji Nicolas Sarkozy wyraził smutek z powodu katastrofy, złożył także kondolencje rodzinie prezydenta Lecha Kaczyńskiego i pozostałych ofiar. Podczas przemówienia wygłoszonego w Pałacu Elizejskim powiedział Przekazuję współczucie dla rodziny prezydenta Kaczyńskiego i rodzinom wszystkich ofiar i pragnę wyrazić głębokie i osobiste kondolencje w imieniu Francuzów. Swoje kondolencje wysłał również minister obrony Herve Morin nazywając wypadek strasznymi wieściami dla Francji. |
| Ghana                      | Prezydent Ghany John Atta-Mills w związku z katastrofą złożył kondolencje wszystkim Polakom. |
| Grecja                     | Premier Grecji Jeorios Andreas Papandreu wysłał list w którym napisał: „W tych ciężkich czasach, rząd Grecji i ja osobiście chcielibyśmy złożyć kondolencje rodzinom tych, którzy stracili swoich bliskich, jak i również do narodu polskiego. Podzielamy waszą żałobę. Nasze myśli i modlitwy są z wami”. |
| Grenada                    | Premier Tillman Thomas wysłał do Polski kondolencje po katastrofie. |
| Gruzja                     | Prezydent Gruzji Micheil Saakaszwili złożył kondolencje rodzinom zmarłych, Polakom i państwu polskiemu oraz pośmiertnie nadał Lechowi Kaczyńskiemu tytuł i order Bohatera Narodowego Gruzji. 11 kwietnia 2010 był dniem Żałoby Narodowej w Gruzji. W 2010 roku gruzińska kompozytorka Tamar Salukvadze skomponowała symfonię zatytułowaną Katin 2010 („Katyń 2010”) poświęconą pamięci ofiar katastrofy w Smoleńsku. Utwór ten został nagrany przez orkiestrę Państwowego Teatru Opery i Baletu w Tbilisi pod dyrekcją Davida Mukerii i był nadawany przez Radio Muza w Tbilisi, a ponadto znalazł się wśród utworów dołączonych na płycie CD do polskiego wydania książki Sandry Roelofs Historia idealistki (2010). |
| Gujana                     | Prezydent Bharrat Jagdeo wysłał do Polski kondolencje po katastrofie. |
| Gwatemala                  | Rząd Gwatemali wysłał do Polski depeszę kondolencyjną. |
| Hiszpania                  | Premier Hiszpanii José Luis Rodríguez Zapatero wysłał do Polski kondolencje po katastrofie, a śmierć prezydenta nazwał niepowetowaną stratą. Król Jan Karol I przesłał kondolencje marszałkowi senatu Bogdanowi Borusewiczowi. |
| Holandia                   | Premier Jan Peter Balkenende nazwał dzień katastrofy czarnym dniem dla Polski. Kondolencje złożyła także królowa Beatrix. 25 października 2010 roku holenderska telewizja VPRO wyemitowała film dokumentalny „List z Polski” („Brief uit Polen”), zrealizowany przez Mariusza Pilisa i poświęcony katastrofie. |
| Indie                      | Prezydent Indii Pratibha Patil wyraziła zaszokowanie i głęboki smutek na wiadomość o śmierci prezydenta, jego żony i pozostałych ofiar katastrofy lotniczej. Ponadto przywołując z pamięci swoją ubiegłoroczną wizytę w Polsce, wyraziła się o Lechu Kaczyńskim jako o prawdziwym przyjacielu Indii. |
| Indonezja                  | Prezydent Indonezji Susilo Bambang Yudhoyono przesłał kondolencje narodowi polskiemu oraz rządowi. |
| Irak                       | Prezydent Dżalal Talabani przesłał kondolencje. |
| Iran                       | Rzecznik prasowy ministra spraw zagranicznych przesłał kondolencje z powodu „poruszającego serce wydarzenia” i wyraził współczucie dla rodzin ofiar. |
| Irlandia                   | Prezydent Mary McAleese w dniu wypadku wyraziła szczere współczucie Irlandczyków. Następnego dnia uczestniczyła w uroczystej mszy żałobnej w polskim kościele św. Audentego w Dublinie. |
| Islandia                   | Prezydent Ólafur Ragnar Grímsson powiedział, że bardzo mu żal śmierci prezydenta Lecha Kaczyńskiego, który zawsze będzie pamiętany z szacunkiem w Islandii. |
| Izrael                     | W dniu katastrofy minister spraw zagranicznych Awigdor Lieberman złożył Polakom kondolencje po tragicznej śmierci prezydenta Lecha Kaczyńskiego. Swoje kondolencje wyrazili również prezydent Szimon Peres, minister obrony Izraela Ehud Barak oraz szef sztabu głównego Gabi Aszkenazi. Podczas niedzielnego posiedzenia rady ministrów Izraela, w dzień po tragedii, premier Beniamin Netanjahu powiedział: „Znałem Prezydenta Kaczyńskiego jako przywódcę, który zrobił wiele dla swojej Ojczyzny i jako wielkiego przyjaciela Państwa Izrael. Kaczyński otworzył nową stronicę w relacjach pomiędzy polskim i żydowskim narodem. Pragnę wyrazić w imieniu rządu i całego narodu nasze współczucie i udział w głębokim żalu po tak tragicznej śmierci Prezydenta Lecha Kaczyńskiego, jego żony i innych członków polskiej delegacji”. |
| Jamajka                    | Premier Bruce Golding przesłał kondolencje ludności polskiej po sobotniej katastrofie lotniczej, która kosztowała życie Prezydenta RP Lecha Kaczyńskiego, Pierwszej Damy oraz wielu prominentnych ludzi polskiej polityki, armii i Kościoła. |
| Japonia                    | Premier Japonii, Yukio Hatoyama, wysłał telegram, składając w nim kondolencje Bronisławowi Komorowskiemu, Donaldowi Tuskowi i Polakom. Kondolencje złożył także cesarz Akihito. Oficjalne kondolencje przesłali swoim polskim partnerom minister spraw zagranicznych Katsuya Okada, minister obrony Toshimi Kitazawa oraz szef Japońskich Sił Samoobrony. 18 kwietnia 2010, w dniu pogrzebu prezydenta Kaczyńskiego, flagi na budynkach kancelarii premiera Japonii oraz japońskiego MSZ zostały opuszczone do połowy. Tego samego dnia w katedrze tokijskiej odbyła się msza żałobna w intencji ofiar katastrofy. |
| Jemen                      | Prezydent Ali Abd Allah Salih wysłał list kondolencyjny do Bronisława Komorowskiego. |
| Kambodża                   | Premier Hun Sen wysłał list kondolencyjny do Donalda Tuska. |
| Kanada                     | Premier Kanady Stephen Harper wyraził kondolencje z powodu tragicznej śmierci polskiego prezydenta. Kondolencje wyraziła również Gubernator Generalna Kanady Michaëlle Jean. |
| Katar                      | Premier Kataru Hamad ibn Dżasim ibn Dżabr Al Sani przesłał kondolencje p.o. prezydenta RP Bronisławowi Komorowskiemu. |
| Kazachstan                 | Prezydent Kazachstanu Nursułtan Nazarbajew wyraził swoje kondolencje. |
| Kenia                      | Prezydent Kenii Mwai Kibaki przekazał kondolencje rodzinie prezydenta oraz Polakom. |
| Kirgistan                  | Roza Otunbajewa, p.o. prezydenta i szefowa rządu tymczasowego, wyraziła kondolencje. |
| Kolumbia                   | Prezydent Kolumbii Álvaro Uribe Vélez wysłał list, w którym napisał: „Wysyłamy list do mieszkańców Polski, do polskich władz, szczere kondolencje z powodu śmierci kilka godzin temu, podczas katastrofy lotniczej prezydenta Lecha Kaczyńskiego, jego żony Marii i całej delegacji rządu polskiego i polskiej armii. Towarzyszymy wielkiemu narodowi polskiemu w tej godzinie tragedii. Poczujcie solidarność narodu polskiego z kolumbijskim, podczas minuty ciszy w ten dzień żałoby. Towarzyszymy całym sercem ludziom z Polski”. |
| Korea Południowa           | Prezydent Korei Południowej Lee Myung-bak przekazał głębokie kondolencje premierowi Donaldowi Tuskowi. |
| Korea Północna             | Kondolencje marszałkowi Bronisławowi Komorowskiemu przesłał przewodniczący parlamentu Koreańskiej Republiki Ludowo-Demokratycznej Kim Yŏng Nam. Koreańska Centralna Agencja Prasowa podała, że szef parlamentu KRLD wyraził w depeszy kondolencyjnej najgłębsze współczucie rządowi i narodowi Polski, a także rodzinom ofiar. |
| Liechtenstein              | Premier Klaus Tschütscher złożył kondolencje narodowi polskiemu. |
| Litwa                      | Prezydent Litwy Dalia Grybauskaitė złożyła najgłębsze kondolencje narodowi polskiemu. Została ogłoszona także żałoba narodowa. 5 maja 2010 w Wilnie posadzono 96 młodych dębów dla uczczenia pamięci prezydenta Lecha Kaczyńskiego i innych ofiar katastrofy; w przyszłości miejsce to będzie Parkiem Jedności Narodów. W uroczystości, podczas której odczytano list prezydent Grybauskaite, uczestniczyli ambasadorowie Polski, Rosji i Białorusi. |
| Luksemburg                 | Premier Luksemburga Jean-Claude Juncker wysłał list kondolencyjny do premiera Donalda Tuska, w którym zwrócił się z prośbą o przekazanie kondolencji rodzinie prezydenta Kaczyńskiego oraz rodzinom i krewnym pozostałych ofiar; załączył także wyrazy solidarności z Polakami. |
| Łotwa                      | Prezydent Łotwy Valdis Zatlers przesłał kondolencje na ręce Bronisława Komorowskiego. Kondolencje złożył również Premier Łotwy Valdis Dombrovskis oraz minister spraw zagranicznych Maris Riekstins. |
| Macedonia Północna         | Prezydent Gjorge Iwanow nazwał śmierć Lecha Kaczyńskiego wielką stratą dla narodu polskiego i macedońskiego. Kondolencje złożył minister spraw zagranicznych Macedonii Antonio Milososki. W kościele katolickim w Skopje odbyła się msza żałobna, w której wzięli udział najwyżsi przedstawiciele władz państwowych Republiki Macedonii. |
| Malediwy                   | Prezydent Malediwów Mohamed Nasheed przesłał kondolencje na ręce Bronisława Komorowskiego. |
| Malta                      | Kondolencje złożyli prezydent Malty George Abela oraz premier tego kraju Lawrence Gonzi. Abela nazwał Lecha Kaczyńskiego bardzo szanowanym przywódcą i architektem współczesnej polskiej historii, zaś Gonzi powiedział iż tragicznie zmarły prezydent zostanie zapamiętany za swój wkład w proces demokratycznych przemian w Polsce. |
| Maroko                     | Król Maroka Muhammad VI przesłał kondolencje do Kancelarii Prezydenta RP. |
| Meksyk                     | Rząd Meksyku złożył narodowi polskiemu kondolencje z powodu śmierci pary prezydenckiej i pozostałych przedstawicieli władz państwowych, którzy zginęli w katastrofie. |
| Mołdawia                   | Władze Mołdawii ogłosiły dzień 13 kwietnia dniem żałoby narodowej. P.o. prezydenta Mihai Ghimpu oraz premier Vlad Filat złożyli na ręce p.o. prezydenta Bronisława Komorowskiego wyrazy współczucia dla narodu polskiego. |
| Monako                     | Albert II, książę Monako, złożył kondolencje. |
| Mongolia                   | Prezydent Cachiagijn Elbegdordż przesłał kondolencje Bronisławowi Komorowskiemu. |
| Niemcy                     | Kanclerz Niemiec Angela Merkel oraz minister spraw zagranicznych Niemiec Guido Westerwelle złożyli polskim władzom kondolencje. Kanclerz Niemiec stwierdziła także, że jest głęboko wstrząśnięta tym, co się stało. 8 września 2010 roku na terenie Bazy Lotniczej Ramstein w Niemczech odsłonięto pomnik (w postaci drzewka dębu) i tablicę pamiątkową poświęcone gen. Andrzejowi Błasikowi, jednej z ofiar katastrofy. |
| Nigeria                    | Pełniący tymczasowo funkcję głowy państwa Goodluck Jonathan przekazał kondolencje Bronisławowi Komorowskiemu. |
| Nikaragua                  | Podczas transmitowanej przez telewizje konferencji w Managui prezydent Nikaragui Daniel Ortega powiedział W godzinie, w której naród polski dotknęła wielka tragedia, wyrażamy naszą solidarność z Polakami. |
| Norwegia                   | Król Harald V wyraził smutek z powodu katastrofy w Smoleńsku i przesłał Bronisławowi Komorowskiemu kondolencje. Kondolencje złożył również premier Norwegii Jens Stoltenberg. |
| Nowa Zelandia              | Wicepremier Nowej Zelandii Bill English przesłał kondolencje do polskiego rządu i Polaków. |
| Oman                       | Kondolencje nadesłał sułtan Omanu Kabus ibn-Said. |
| Pakistan                   | Prezydent Pakistanu Asif Ali Zardari wyraził szok związany z katastrofą i śmiercią polskiego prezydenta i jego żony. Przesłał rządowi oraz Polakom kondolencje. |
| Paragwaj                   | Prezydent Paragwaju Fernando Lugo wyraził najgłębszy smutek z powodu tragicznej śmierci polskiego prezydenta Lecha Kaczyńskiego i pozostałych pasażerów samolotu. Przesłał polskiemu narodowi kondolencje. |
| Peru                       | Minister spraw zagranicznych Peru, José García Belaúnde, złożył kondolencje Polakom. Śmierć prezydenta Kaczyńskiego wywarła na nas wielkie wrażenie. Chcemy wyrazić nasze uznanie wobec tego znakomitego prawnika i bojownika o polską demokrację. Minister zarządził także opuszczenie flag do połowy masztów. Kondolencje złożył również prezydent Peru, Alan Garcia. |
| Portugalia                 | W liście do Bronisława Komorowskiego prezydent Aníbal Cavaco Silva złożył kondolencje z powodu śmierci Lecha Kaczyńskiego. Wspomniał go jako ciepłego i przyjacielskiego człowieka, podkreślił również jego wkład w budowę demokracji i państwa prawa w Polsce. |
| Południowa Afryka          | Kondolencje złożył prezydent Jacob Zuma. |
| Rumunia                    | Premier Rumunii Emil Boc wysłał list kondolencyjny do Donalda Tuska, w którym napisał Dowiedzieliśmy się z głębokim smutkiem i przerażeniem o tragicznym wypadku, w którym zginął prezydent Lech Kaczyński i jego żona, Maria Kaczyńska, wraz z innymi wyższymi urzędnikami Rzeczypospolitej Polskiej. Wyraził też współczucie i solidarność z polskim narodem. |
| Rwanda                     | Rząd Rwandy przesłał kondolencje polskiemu rządowi i narodowi dotkniętemu tą tragedią. |
| San Marino                 | Kapitanowie regenci złożyli kondolencje. |
| Serbia                     | Prezydent Serbii Boris Tadić złożył kondolencje narodowi polskiemu i rządowi Polski – Prezydent Kaczyński był szczerym przyjacielem Serbii i nigdy go nie zapomnimy. Kondolencje złożyli też Mirko Cvetković premier Serbii, Slavica Đukić-Dejanović przewodnicząca Zgromadzenia Narodowego, Ivica Dačić minister Spraw Wewnętrznych i patriarcha Serbii Ireneusz. |
| Singapur                   | Prezydent Singapuru S.R. Nathan wysłał list kondolencyjny do marszałka Komorowskiego. Premier Lee Hsien Loong zapewnił Donalda Tuska o solidarności z rodzinami ofiar i całym polskim narodem. |
| Słowacja                   | Prezydent Słowacji Ivan Gašparovič złożył narodowi polskiemu kondolencje przesłane marszałkowi Sejmu Bronisławowi Komorowskiemu. Kondolencje na ręce ministra spraw zagranicznych Radosława Sikorskiego złożył też szef słowackiej dyplomacji Miroslav Lajčák. |
| Słowenia                   | Prezydent Słowenii Danilo Türk wyraził szok i smutek z powodu śmierci Lecha Kaczyńskiego, podkreślił także jego wkład w promocję demokracji w Polsce i Europie. Kondolencje złożył również premier Borut Pahor. |
| Sri Lanka                  | Prezydent Mahinda Rajapaksa złożył kondolencje na ręce Bronisława Komorowskiego, zapewniając o łączności w bólu z rodzinami ofiar i podkreślając wkład Lecha Kaczyńskiego w proces demokratycznych przemian w Polsce. |
| Stany Zjednoczone          | Prezydent Stanów Zjednoczonych Barack Obama złożył oświadczenie, w którym składa kondolencje Polsce, wcześniej złożył wyrazy współczucia w trakcie telefonicznej rozmowy z premierem Donaldem Tuskiem; podczas szczytu nuklearnego w Waszyngtonie powiedział: W takich chwilach wszyscy jesteśmy Polakami. Sekretarz stanu USA Hillary Clinton wpisała się do księgi kondolencyjnej wyłożonej w ambasadzie RP w Waszyngtonie i wygłosiła oświadczenie, w którym podkreśliła m.in. przyjaźń i sojusz USA z Polską. Nie ma dla mnie wątpliwości, że Polska nadal będzie podążała ku lepszej przyszłości pomimo tych niewyobrażalnych strat, które poniosła. Mocno wierzę w przyszłość Polski – stwierdziła. W 2011 roku tablice upamiętniające ofiary katastrofy smoleńskiej dodano do Pomnika Mściciela w Doylestown oraz do Pomnika Katyńskiego w Niles w Chicago, a katastrofa w Smoleńsku stała się przedmiotem badań naukowych amerykańskiego uczonego polskiego pochodzenia prof. dr. Wiesława Biniendy z University of Akron. |
| Syria                      | Prezydent Syrii Baszszar al-Asad przesłał kondolencje Marszałkowi Sejmu Bronisławowi Komorowskiemu. |
| Szwajcaria                 | Prezydent Szwajcarii Doris Leuthard i szwajcarscy politycy złożyli kondolencje. |
| Szwecja                    | Premier Szwecji Fredrik Reinfeldt złożył kondolencje rodzinom zabitych i narodowi polskiemu. |
| Tadżykistan                | Prezydent Tadżykistanu Emomali Rahmon złożył kondolencje na ręce Bronisława Komorowskiego. |
| Tajlandia                  | Kondolencje przesłali król Bhumibol Adulyadej wraz z królową Sirikit Kitiyakara. Para królewska wyraziła smutek z powodu tragicznego wydarzenia i złożyła głębokie kondolencje polskim obywatelom, którzy doznali cierpień z powodu wielkiej straty, jaką była śmierć Prezydenta Lecha Kaczyńskiego, Pierwszej Damy Pani Kaczyńskiej i wielu innych w katastrofie samolotu. |
| Tunezja                    | Kondolencje na ręce marszałka Komorowskiego złożył prezydent Tunezji Zajn al-Abidin ibn Ali. |
| Turcja                     | Prezydent Turcji Abdullah Gül wysłał list kondolencyjny do Bronisława Komorowskiego, w którym powiedział, że głęboko żałuje utraty drogiego prezydenta Lecha Kaczyńskiego i jego małżonki Marii oraz wysokich rangą urzędników polskich. Kondolencje wyraził też premier Recep Tayyip Erdoğan. Premier powiedział: mamy nadzieję, że był to wypadek. Chcę wyrazić moje kondolencje w imieniu moim i w imię narodu tureckiego. |
| Turkmenistan               | Prezydent Gurbanguly Berdimuhamedow wysłał list kondolencyjny do Bronisława Komorowskiego, w którym napisał, iż trudno zrozumieć, że katastrofa zabrała życie najlepszych synów i córek Polski. |
| Ukraina                    | Prezydent Ukrainy Wiktor Janukowycz oraz Julia Tymoszenko wyrazili kondolencje. Ogłoszono także żałobę narodową. |
| Uzbekistan                 | Prezydent Uzbekistanu Islom Karimov złożył kondolencje na ręce Bronisława Komorowskiego. Wyrażając ubolewanie z powodu tragicznej śmierci prezydenta Polski, jego żony i członków polskiej delegacji, prosił o przekazanie wyrazów współczucia rodzinom i bliskim ofiar. |
| Watykan-Stolica Apostolska | Papież Benedykt XVI wyraził ból po śmierci prezydenta Kaczyńskiego. Papież przesłał na ręce marszałka Sejmu Bronisława Komorowskiego telegram, w którym napisał m.in.: „Głębokim bólem napełniła mnie wiadomość o tragicznej śmierci Pana Prezydenta Lecha Kaczyńskiego, jego żony oraz osób, które towarzyszyły mu w drodze do Katynia. (...) Rodzinom tych, którzy zginęli i wszystkim Polakom składam szczere kondolencje i zapewniam o mojej duchowej bliskości. Na ten trudny czas wypraszam dla Narodu polskiego szczególne błogosławieństwo wszechmogącego Boga”. Benedykt XVI kilkakrotnie dał wyraz swojej solidarności z Polakami (modlitwa Regina Coeli 11 kwietnia 2010, w czasie audiencji generalnej 14 kwietnia 2010). Kard. Zenon Grocholewski, prefekt Kongregacji ds. Wychowania Katolickiego, powiedział Radiu Watykańskiemu: „Zginęła cała delegacja rządowa jadąca na uroczystości w Katyniu. Jest to naprawdę ból i cios dla naszego narodu. (...) Będziemy się modlić również za nasz kraj. Ta tragiczna okoliczność sprawia, że nasza modlitwa dzisiaj za Polskę, za nasz kraj będzie bardziej intensywna, bardziej gorąca. Będziemy błagać Boga, ażeby nie opuszczał naszego kraju, ażeby swoją łaską potrafił pomóc nam dźwignąć się z trudności i kroczyć do pięknej przyszłości”. 15 kwietnia 2010 w bazylice św. Piotra kard. Angelo Sodano odprawił mszę w intencji tragicznie zmarłych. W mszy św. uczestniczyli akredytowani przy Watykanie dyplomaci, pracownicy Kurii Rzymskiej oraz Polacy mieszkający w Wiecznym Mieście. Liturgia była transmitowana przez watykańskie radio i telewizję oraz przez telewizję episkopatu Włoch – Telepace. W godzinach rannych za ofiary tragedii modlił się przy grobie Jana Pawła II abp Piero Marini. Papież Benedykt XVI wysłał na uroczystości pogrzebowe swojego legata kard. Angelo Sodano, dziekana kolegium kardynalskiego. |
| Wenezuela                  | Prezydent Hugo Chávez złożył kondolencje narodowi polskiemu. |
| Węgry                      | Prezydent Węgier László Sólyom złożył kondolencje Polakom dokonując wpisu w specjalnej księdze w ambasadzie RP w Budapeszcie; przyznał, iż Lech Kaczyński troszczył się o przyjaźń polsko-węgierską. Premier Węgier Gordon Bajnai przesłał telegram z kondolencjami do premiera Donalda Tuska i brata polskiego prezydenta, w którym napisał: Wszyscy członkowie rządu i naród węgierski są głęboko zasmuceni dowiedziawszy się o tej tragedii. Strata nasza jest jeszcze większa zważywszy na przyjaźń, jaką Węgry żywią wobec Polski. Ogłoszono także żałobę narodową. 1 sierpnia 2010 roku w mieście Tatabánya odsłonięto Pomnik Męczenników Katynia w Tatabánya, poświęcony ofiarom zbrodni katyńskiej i katastrofy w Smoleńsku. |
| Wielka Brytania            | Premier Wielkiej Brytanii Gordon Brown w krótkim wywiadzie dla BBC złożył kondolencje polskim władzom i wyraził wyrazy współczucia dla rodzin ofiar, które straciły życie w katastrofie. Kondolencje przekazała także królowa Elżbieta II i David Cameron. |
| Wietnam                    | Kondolencje złożył prezydent Nguyễn Minh Triết, wyrażając jednocześnie nadzieję na szybkie podniesienie się Polski po tej tragedii. |
| Włochy                     | Szef włoskiej dyplomacji Franco Frattini i premier Włoch Silvio Berlusconi złożyli kondolencje Polakom. Swój żal wyraził również prezydent Włoch Giorgio Napolitano. |

## Organizacje międzynarodowe
| Organizacja                                       | Reakcja |
| ------------------------------------------------- | --- |
| NATO                                              | Sekretarz Generalny NATO Anders Fogh Rasmussen złożył kondolencje całej Polsce słowami: moje myśli są dziś z Polakami. 12 kwietnia w Brukseli zwołane zostało specjalne posiedzenie Rady Północnoatlantyckiej poświęcone w całości uczczeniu pamięci ofiar katastrofy, które zakończone zostało minutą ciszy. |
| Unia Europejska                                   | Przewodniczący Parlamentu Europejskiego Jerzy Buzek złożył polskim władzom kondolencje. Przewodniczący Komisji Europejskiej José Manuel Barroso zdecydował o opuszczeniu na znak żałoby flag Unii Europejskiej przed główną siedzibą Komisji Europejskiej. Hiszpańska prezydencja UE po rozmowie z przewodniczącym Rady Europejskiej Hermanem Van Rompuyem postanowiła, że 12 kwietnia będzie w Brukseli dniem żałoby po ofiarach katastrofy. 24 kwietnia 2012 roku Komisja petycji Parlamentu Europejskiego uznała, że nie będzie rozpatrywać petycji, podpisanej przez pół miliona osób, o pomoc w umiędzynarodowieniu śledztwa w sprawie katastrofy smoleńskiej oraz o wsparcie Unii Europejskiej dla polskiego dochodzenia. |
| ONZ                                               | Sekretarz generalny Ban Ki-moon przesłał kondolencje Polakom, rządowi oraz rodzinom ofiar. |
| Rada Europy                                       | Rada Europy ogłosiła 12 kwietnia dniem żałoby, a jej sekretarz generalny Thorbjørn Jagland oznajmił, że „RE podtrzymuje naród polski i składa mu szczere wyrazy współczucia”. |
| Bank Światowy                                     | Prezes Banku Światowego (The International Bank for Reconstruction and Development, IBRD) Robert Bruce Zoellick zasmucony tragicznym wypadkiem, złożył kondolencje Polsce z powodu śmierci prezydenta Lecha Kaczyńskiego oraz politycznych i wojskowych urzędników, w tym szefa Narodowego Banku Polskiego Sławomira Skrzypka. |
| Europejski Bank Centralny                         | Prezes Europejskiego Banku Centralnego Jean-Claude Trichet wydał oświadczenie, w którym w imieniu Rady Ogólnej EBC, Zarządu EBC oraz własnym przekazuje kondolencje dla rodzin ofiar i wszystkich Polaków. Rada Ogólna EBC wyraża głęboki żal z powodu śmierci Sławomira Skrzypka. |
| Międzynarodowy Fundusz Walutowy                   | Dyrektor zarządzający Międzynarodowego Funduszu Walutowego (International Monetary Fund, IMF) Dominique Strauss-Kahn wraz z wyrazami zszokowania i smutku na wieść o tragicznej śmierci prezydenta Kaczyńskiego, jego żony i innych wyższych urzędników, w tym Prezesa Narodowego Banku Polskiego Sławomira Skrzypka, przesłał kondolencje dla Narodu Polskiego. |
| Organizacja Bezpieczeństwa i Współpracy w Europie | Przewodniczący OBWE i minister spraw zagranicznych Kazachstanu Kanat Saudabayev wyraził kondolencje dla narodu polskiego i dla rodzin zabitych mówiąc Przekazuję moje najszczersze kondolencje dla narodu polskiego i dla rodzin zabitych w tragicznym wypadku. |
| Organizacja Współpracy Gospodarczej i Rozwoju     | Sekretarz generalny OECD Ángel Gurría przekazał kondolencje Polakom mówiąc: Z głębokim smutkiem przyjęliśmy wiadomość o śmierci Prezydenta i innych obywateli polskich w dzisiejszym wypadku lotniczym. |
| Międzynarodowa Organizacja Pracy                  | Dyrektor generalny MOP Juan Somavía wyraził głęboki szok i smutek powodu tragicznej śmierci Prezydenta Polski. |
| Universala Esperanto-Asocio                       | Dyrektor Generalny UEA Osmo Buller przesłał kondolencje następującej treści: Esperantystów ta szokująca informacja dotyka szczególnie ze względu na historyczne powiązania Języka Międzynarodowego z Polską, której stolica jest miejscem narodzin esperanta. |
| FIFA                                              | Prezydent FIFA Joseph Blatter, podczas rozmowy telefonicznej z Prezesem PZPN Grzegorzem Latą, złożył kondolencje w imieniu własnym i całej społeczności piłkarskiej na świecie. Przed siedzibą FIFA w Zurychu flagi FIFA, UEFA i Polski zostały opuszczone do połowy masztu. |
| UEFA                                              | Sekretarz Generalny UEFA Gianni Infantino w rozmowie telefonicznej z Sekretarzem Generalnym PZPN Zdzisławem Kręciną wyraził szczere współczucie dla narodu polskiego. |
| Europejska Federacja Futbolu Amerykańskiego       | Prezydent EFAF Robert Huber złożył kondolencje Polakom z powodu sobotniej tragedii narodowej. |
| Interpol                                          | Sekretarz Generalny Interpolu Ronald K. Noble złożył kondolencje Polakom, mówiąc: W imieniu światowej społeczności policji, INTERPOL wyraża pełną solidarność z narodem polskim w tej tragicznej chwili. |

## Inne
Lista obejmuje państwa nieuznane przez społeczność międzynarodową, suwerenny podmiot prawa międzynarodowego, terytoria autonomiczne i przywódców religijnych.
| Organizacja/osoba           | Reakcja |
| --------------------------- | --- |
| XIV Dalajlama               | W liście wysłanym do premiera Donalda Tuska Dalajlama złożył kondolencje z powodu śmierci prezydenta Kaczyńskiego i pozostałych ofiar. |
| Centralny Rząd Tybetański   | Tybetańskie władze emigracyjne złożyły kondolencje, wspominając przy okazji związki Dalajlamy z Polską. |
| Kustodia Ziemi Świętej      | W środę 14 kwietnia Kustosz Ziemi Świętej Pierbattista Pizzaballa odprawił w kościele Najświętszego Zbawiciela w Jerozolimie mszę za tragicznie zmarłych w katastrofie samolotowej. W eucharystii uczestniczyli: patriarcha łaciński Fouad Twal, polska ambasador Agnieszka Magdziak-Miszewska, przedstawiciel RP przy Niezależnym Rządzie Autonomii Palestyńskiej z siedzibą w Ramallah Bogusław Ochodek oraz licznie zgromadzeni katolicy mieszkający w Izraelu. |
| Zakon Kawalerów Maltańskich | Wielki mistrz Matthew Festing przesłał na ręce Bronisława Komorowskiego list kondolencyjny w imieniu swoim, Wielkiej Rady oraz całego zakonu. Kondolencje złożył również telefonicznie ambasador Zakonu Maltańskiego w Polsce. |
| Abchazja                    | Prezydent Abchazji Siergiej Bagapsz złożył kondolencje narodowi polskiemu po tragicznej śmierci przywódcy Polski. Stwierdził, że obywatele Abchazji są głęboko wstrząśnięci tragedią, która nastąpiła w pobliżu Smoleńska. |
| Górski Karabach             | Prezydent Górskiego Karabachu Bako Saakjan przesłał list do marszałka Sejmu Bronisława Komorowskiego, w którym złożył kondolencje całemu narodowi polskiemu w związku z tragicznym wypadkiem. |
| Kosowo                      | Prezydent Kosowa Fatmir Sejdiu wyraził „głęboki żal” w imieniu własnym, a także obywateli, jak i instytucji Republiki Kosowa w związku z tragedią w Polsce”. |
| Osetia Południowa           | Prezydent Osetii Południowej Eduard Kokojty w telegramie przesłanym Bronisławowi Komorowskiemu złożył kondolencje rodzinom ofiar, zapewnił również, że obywatele Osetii łączą się w bólu z Polakami. |
| Tajwan (Republika Chińska)  | Przedstawiciel Biura Gospodarczego i Kulturalnego Tajpej w Warszawie przekazał Bronisławowi Komorowskiemu kondolencje od prezydenta Republiki Chińskiej (Tajwanu) Ma Ying-jeou. |
| Wyspy Owcze                 | Premier Wysp Owczych Kaj Leo Johannesen złożył kondolencje narodowi polskiemu i władzom RP. |